# Gustav Korkhaus
Gustav Korkhaus (* 4. Januar 1895 in Köln; † 16. Juni 1978 in Bonn) war ein deutscher Zahnmediziner.

## Werdegang
Nach dem Besuch der Real- und Oberrealschule in Köln (Reifeprüfung 1914) und Kriegsdienst (1914 bis 1918) studierte Korkhaus Zahnheilkunde in Berlin und Bonn, wo er im Juni 1921 zum Dr. med. dent. promoviert wurde (Thema: „Über den Eckzahnhochstand“). Von 1927 bis 1934 war er, erwirkt durch seinen Lehrer Alfred Kantorowicz, Leiter der Kieferorthopädischen Abteilung der Städtischen Schulzahnklinik Bonn, nach Habilitation zum Thema „Über den Einfluß der Erbmasse auf die Entwicklung des Gebisses“ 1929 zunächst Privatdozent, von 1935 an außerplanmäßiger und „entnazifiziert“ (und bereits von Kantorowicz 1946 an seiner statt vorgeschlagen) ab 1948 ordentlicher Professor an der Universität Bonn sowie Direktor der Universitäts-Zahn-, Mund- und Kieferklinik, deren Neubau am Wilhelmsplatz 1960 eingeweiht wurde (Korkhaus’ Lehrer Kantorowicz war dabei als Ehrengast zugegen). 1933 war Korkhaus der NSDAP beigetreten. 1945 legte er seine humanmedizinische Dissertation (Über die Veränderungen im Gebiss- und Gesichtsschädel bei der Akromegalie) vor. Zum 1. Mai 1966 wurde Korkhaus emeritiert. Die Zahl seiner Publikationen beträgt etwa 220.

## Privates
Seit 1925 war er mit Margot Korkhaus geb. Sprengholz verheiratet.

## Ämter
Er war von 1937 bis 1966 Präsident der Deutschen Gesellschaft für Kieferorthopädie.
Er unternahm zahlreiche Vortrags- und Studienreisen durch viele Länder.

## Ehrungen
- 1953: Mitglied der Leopoldina
- 1955: Großes Verdienstkreuz der Bundesrepublik Deutschland
- 1958: Goldene Medaille für Wissenschaft der Universität Asunción (Paraguay)
- 1959: Offizierskreuz der „Palmes academiques“ Paris
- 1962: Silberne Médaille de la Ville de Paris
- 1966: Offizierskreuz des französischen Verdienstordens

Honorarprofessor neun ausländischer Universitäten
26 Ehrenmitgliedschaften ausländischer wissenschaftlicher Gesellschaften

## Sammlung
Die von Korkhaus begründete dentalhistorische Sammlung am Zentrum für Zahn-, Mund- und Kieferheilkunde der Universität Bonn trug bis 2021 den Namen Gustav-Korkhaus-Sammlung.
Geleitet wird sie (Stand 2015) von dem Privatdozenten Ernst-Heinrich Helfgen.